# Ґевартув-Голендри
Ґевартув-Голендри (пол. Giewartów-Holendry) — село в Польщі, у гміні Островіте Слупецького повіту Великопольського воєводства.
Населення — 154 особи (2011).
У 1975-1998 роках село належало до Конінського воєводства.

## Демографія
Демографічна структура станом на 31 березня 2011 року:
|          | Загалом | Допрацездатний вік | Працездатний вік | Постпрацездатний вік |
| -------- | ------- | ------------------ | ---------------- | -------------------- |
| Чоловіки | 75      | 11                 | 51               | 13                   |
| Жінки    | 79      | 11                 | 47               | 21                   |
| Разом    | 154     | 22                 | 98               | 34                   |